# Magdeburg
Magdeburg (pronunție în germană [ˈmakdəˌbʊʁk] ⓘ) este capitala landului Saxonia-Anhalt, Germania. Orașul este situat la râul Elba. Cu circa 230.000 de locuitori este al doilea oraș ca mărime, după orașul Halle (Saale) din Saxonia-Anhalt. În Magdeburg majoritatea locuitorilor sunt de confesiune evanghelică sau catolică. În oraș există două școli superioare: Otto-von-Guericke-Universität și Hochschule Magdeburg-Stendal (FH).

## Aniversarea orașului
Orașul este cunoscut prin festivitatea din 2005, când s-a sărbătorit evenimentul de încoronare a lui Otto I. în anul 962 ca primul împărat al Sfântului Imperiu Roman.
Pe 14 octombrie 2020 Premiul Otto cel Mare a fost acordat președintelui Klaus Johannis. Ceremonia a avut loc în Catedrala din Magdeburg.

## Obiective turistice
- Catedrala din Magdeburg, monument din secolul al X-lea, cu extinderi ulterioare
- Alter Markt (Piața Veche)
- Kloster Unser Lieben Frauen⁠(de)[traduceți] (Mănăstirea Maicii Domnului) (1015)
- St.-Johannis-Kirche (Biserica Sf. Johannis), (1936)
- Schiffshebewerk Rothensee (Ecluza Rothensee), 1980/1981
- Jahrtausendturm (Turnul milenar), 1999
- Elbauenpark (parc de distracție), 1999
- Kanalbrücke Magdeburg (Podul canalului), (1998-2003)
- Grüne Zitadelle (Citadela verde), 2005
- Gruson-Gewächshäuser (Serele Gruson)
- Magdeburger Zoo (Grădina Zoologică din Magdeburg)

## Personalități
- Georg Philipp Telemann (1681-1767), compozitor
- Friedrich Wilhelm von Steuben (1730-1794), ofițer prusac, general american
- Henning von Tresckow (1901-1944), ofițer al Wehrmachtului, a inițiat împreună cu Claus von Stauffenberg un complot împotriva lui Adolf Hitler
- Petra Schmidt-Schaller (n. 1980), actriță

## Galerie

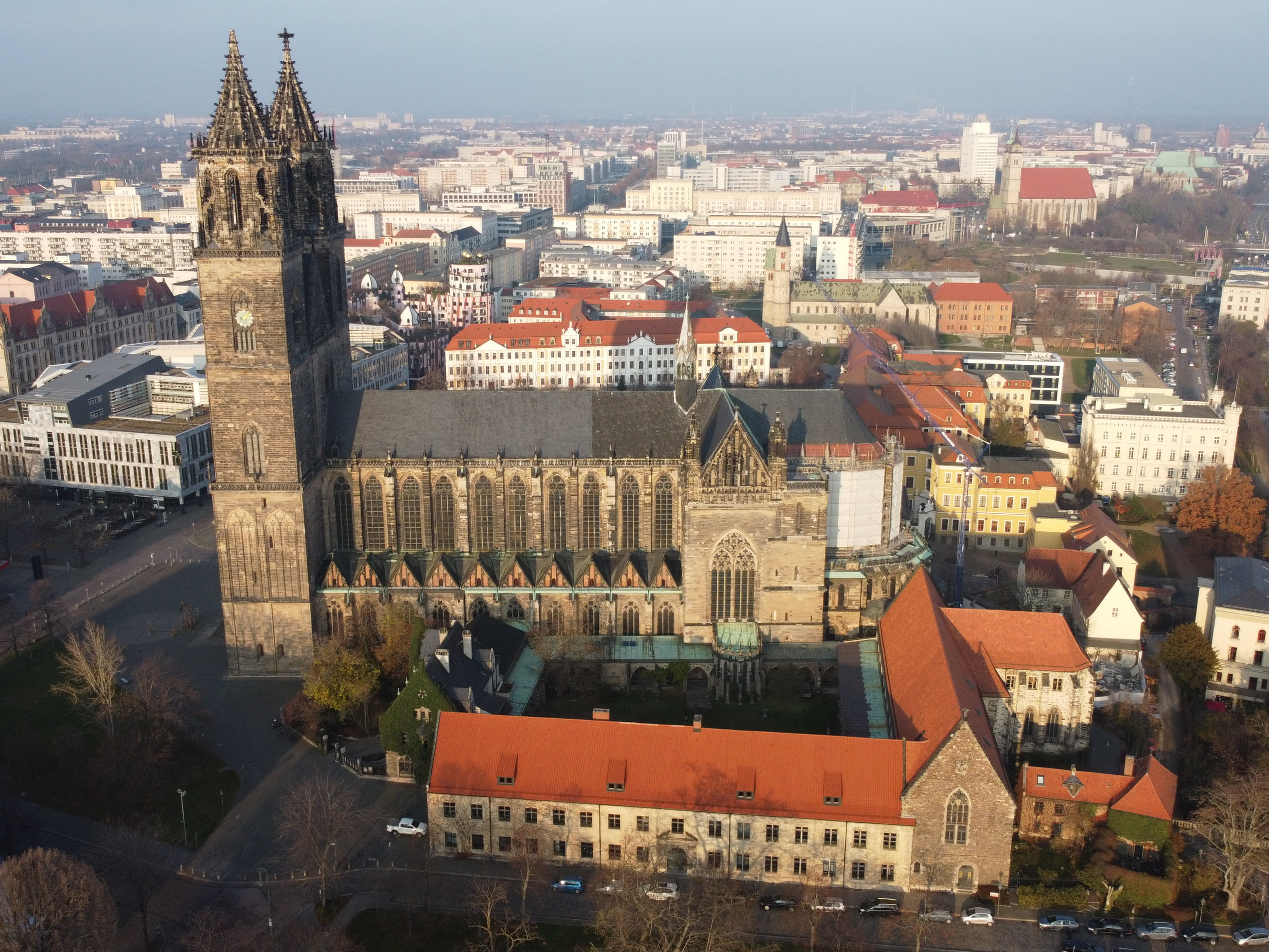
Domul
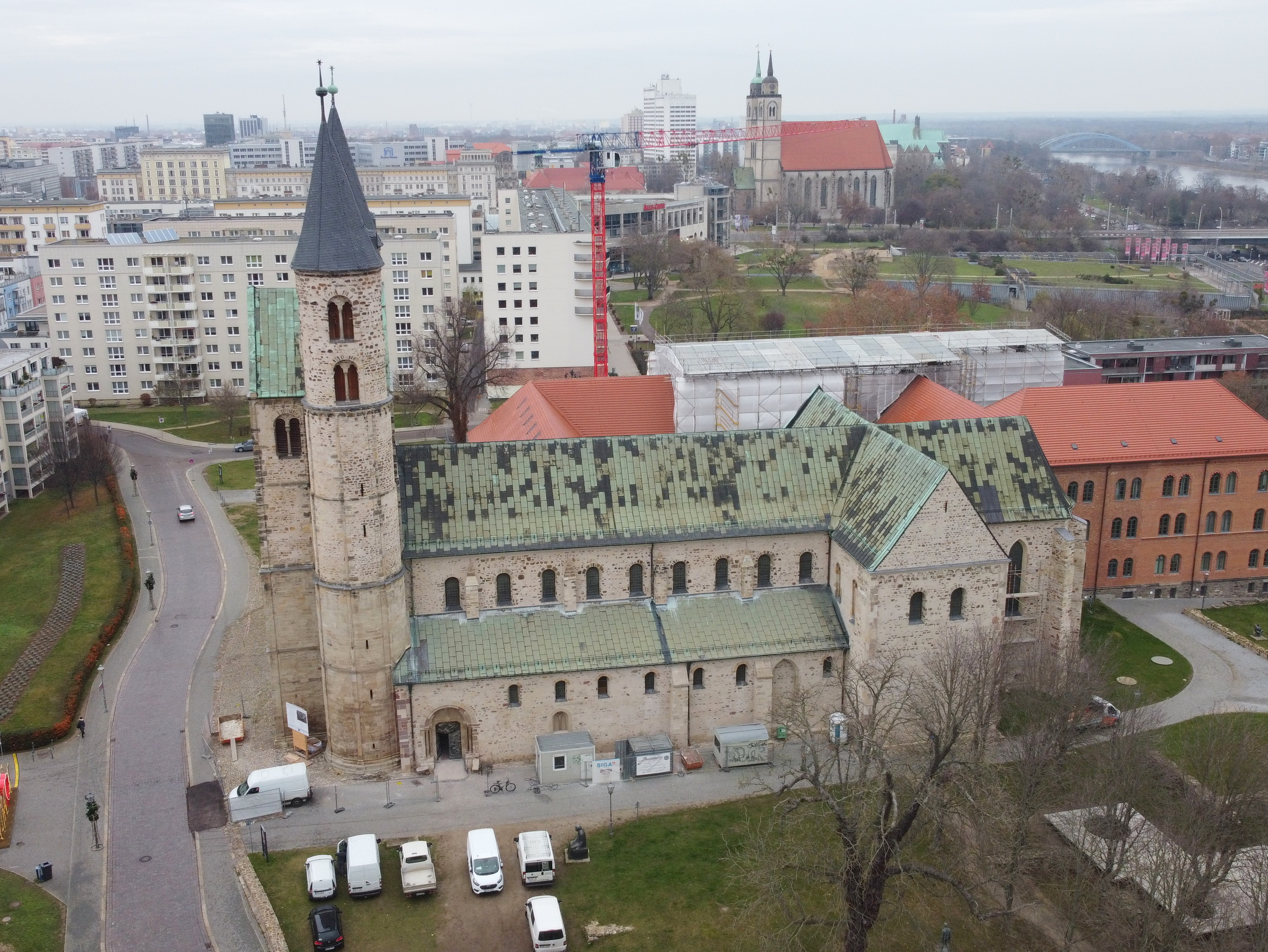
Mănăstirea Maicii Domnului
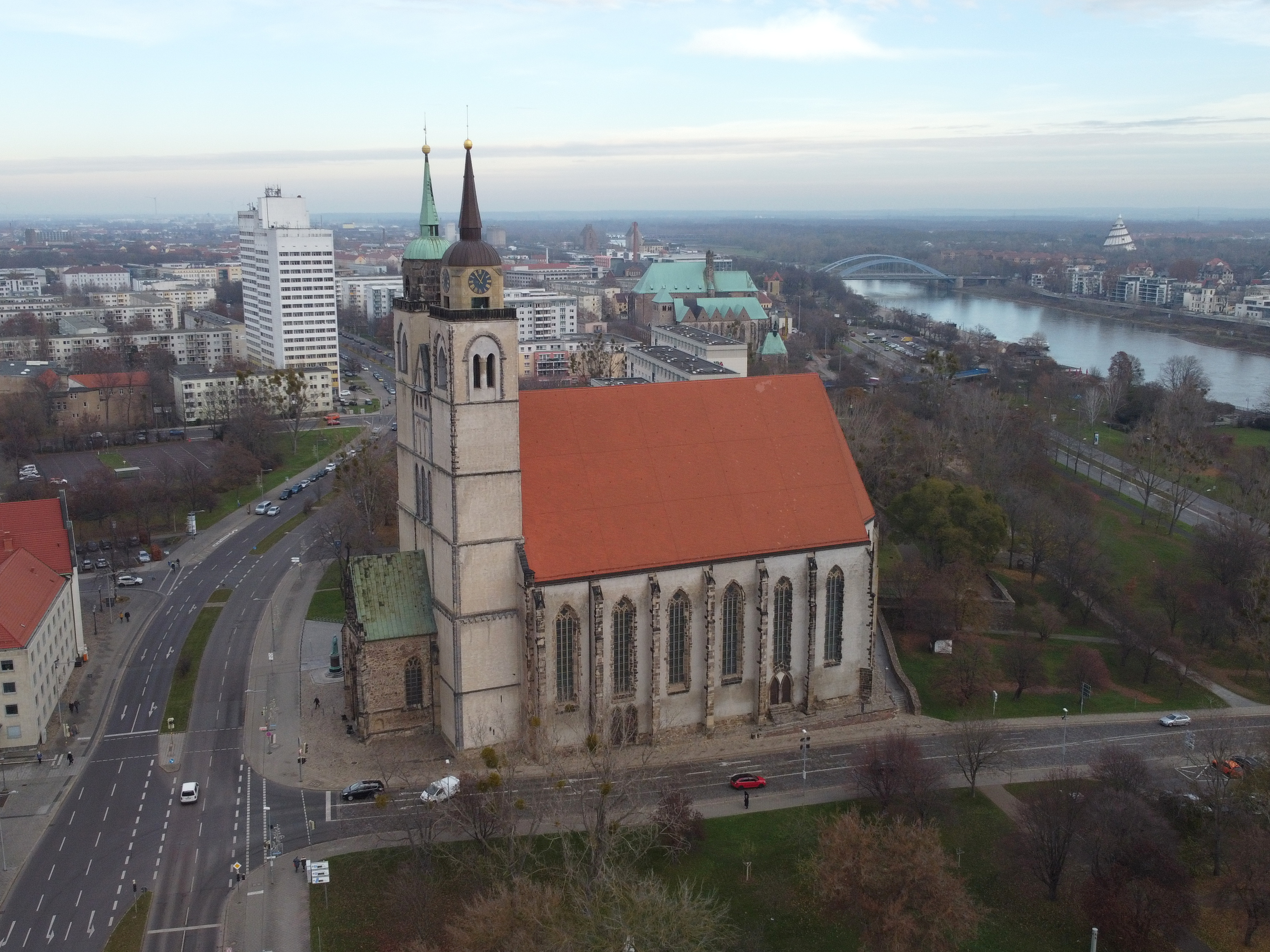
Biserica Sankt Johannis
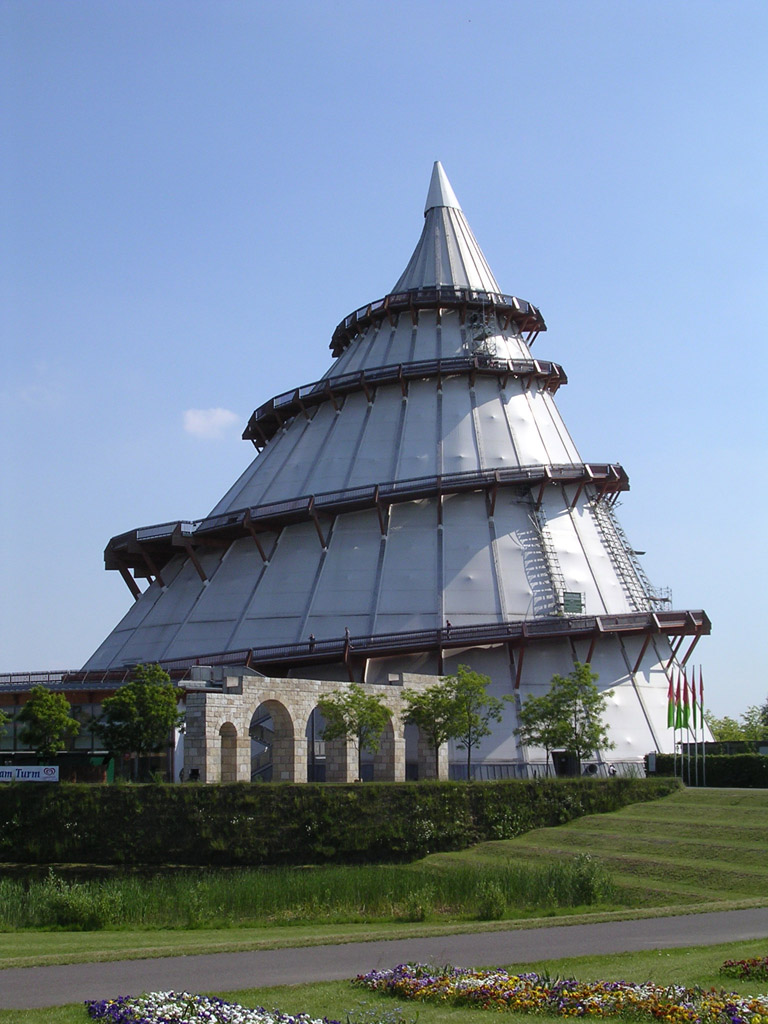
Jahrtausendturm
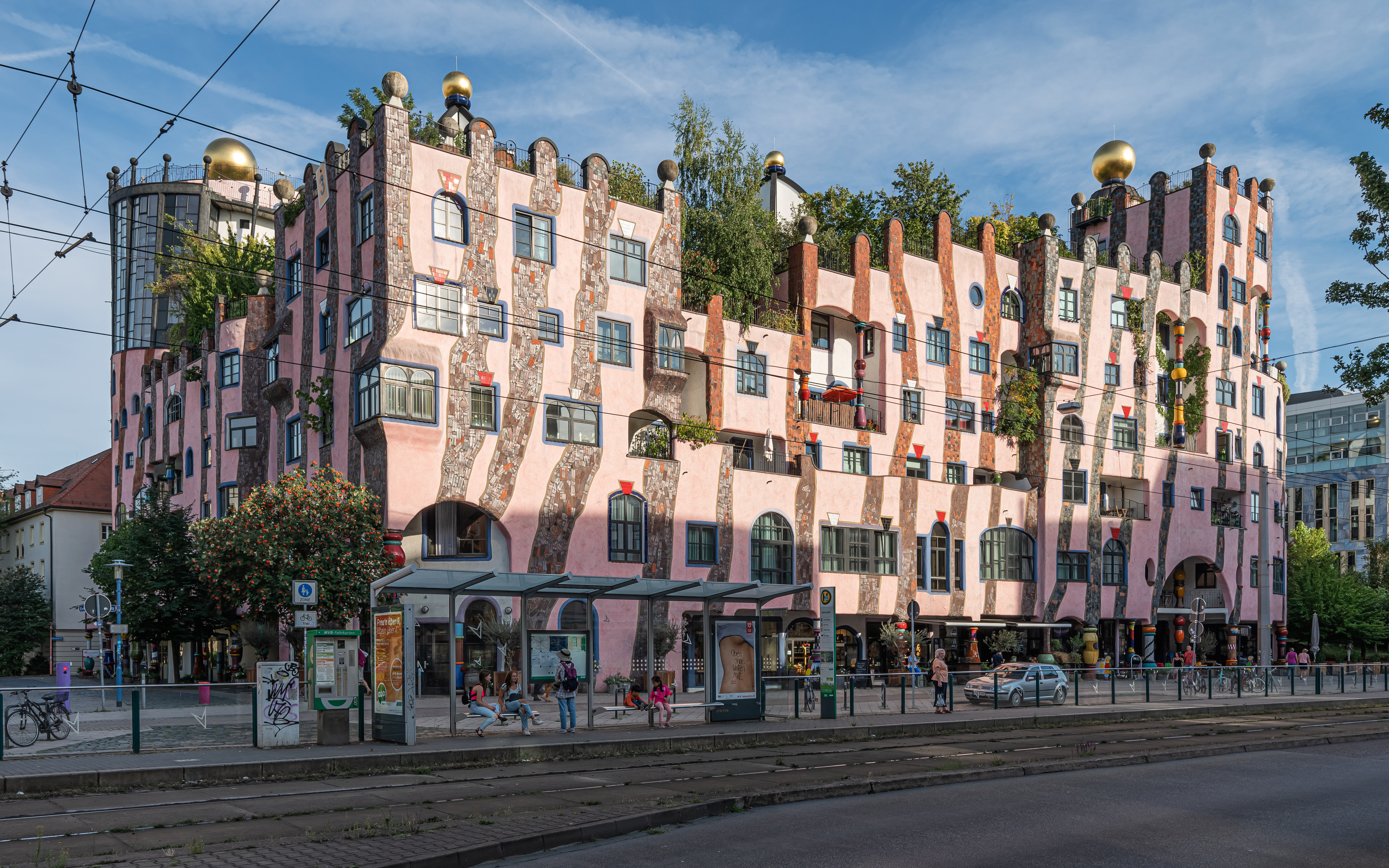
Grüne Zitadelle
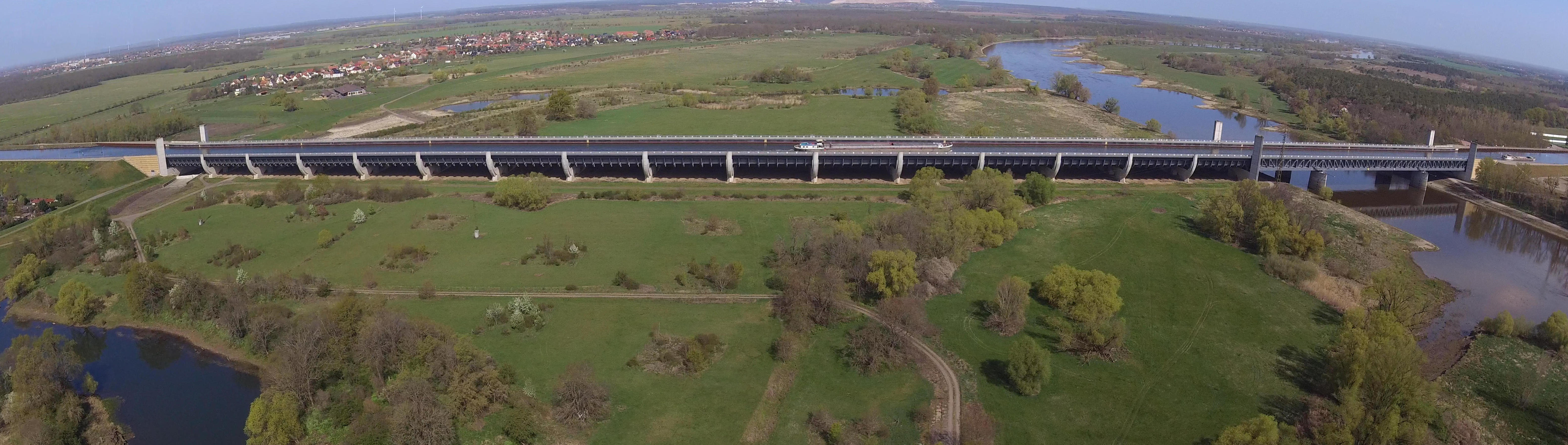
Podul canalului